# دانشنامه تاریخ معماری و شهرسازی ایران
دانشنامه تاریخ معماری و شهرسازی ایران یا دانشنامهٔ تاریخ معماری ایران‌شهر پایگاه بین‌المللی اطلاعات تاریخ معماری و شهر در ایران‌شهر (جهان ایرانی، ایران‌زمین) است.
طرح دانشنامهٔ تاریخ معماری ایران‌شهر (با نام پیشین «دانشنامهٔ تاریخ معماری و شهرسازی ایران‌زمین») در سال ۱۳۸۵ به همت فرهنگستان هنر جمهوری اسلامی ایران و با حمایت مالی وزارت مسکن و شهرسازی بنیاد گذاشته شد. این «پایگاه اطلاعات» «دانشنامه» خوانده شده‌است؛ از آن رو که درصدد است تعریفی نو از دانشنامه به دست دهد که با کیفیت و کمیت مفاهیم و مصادیق مربوط به جنبه‌های گوناگون معماری در جهان ایرانی مناسبت داشته باشد.
این پایگاه در حقیقت «دانشنامه» است؛ با این تفاوت که اندازه و گوناگونی اطلاعات در آن بسیار گسترده‌تر از آن است که در کاغذ بگنجد؛ اطلاعات آن روزبه‌روزافزون می‌شود؛ به‌رایگان در دسترس همگان است؛ مخاطبان آن می‌توانند در تکمیل آن مشارکت کنند؛ در آن از امکانات رسانه‌های گوناگون استفاده می‌شود؛ هم مدخل‌های ازپیش‌معین دارد و هم مدخل‌های پویا که متناسب با مراجعهٔ خواهندگان و پژوهشگران ایجاد می‌شود.
سید محمد بهشتی شیرازی، رئیس اسبق سازمان میراث فرهنگی، و مهرداد قیومی بیدهندی مسئولیت گروه پژوهشگران این دانشنامه را بر عهده دارند.
اساس کار این دانشنامه دسترس آزاد به اطلاعات و دانش مربوط به تاریخ معماری و شهر در جهان ایرانی از طریق شبکۀ اینترنت است. با این حال، دفتر دانشنامه دو محصول در قالب چاپ کاغذی نیز داشته است: فرهنگ‌نامۀ معماری ایران در مراجع فارسی (دو جلد، زیر نظر سیدمحمد بهشتی و مهرداد قیومی بیدهندی و به کوشش فرهاد نظری و عبدالله مؤذن‌زاده کلور) و گاهنامۀ اسناد معماری ایران (دو شماره، به کوشش عمادالدین شیخ‌الحکمایی) که هردو را فرهنگستان هنر منتشر کرده است.
این وبگاه که پس از افت‌وخیزهای بسیار ناشی از تغییرات مدیریتی در فرهنگستان هنر، از سال ۱۳۹۵ گرفتار تعطیلی شده بود در پاییز سال ۱۳۹۷ با همکاری وزارت راه و شهرسازی و دانشگاه شهید بهشتی، دوباره بازگشایی شد.
بنا بر اطلاع دفتر ایران‌شهرپدیا، قرار است با همکاری این دو دستگاه و نیز سازمان میراث فرهنگی، این پایگاه توسعه و بهبود یابد.
در سال ۱۳۹۹، به خواست وزارت راه و شهرسازی، کلمۀ «ایران‌شهر» از نام این پایگاه حذف شد و این پایگاه هم‌اکنون با عنوان «دانشنامۀ تاریخ معماری و شهرسازی ایران» (ایران‌آرچ‌پدیا) و نشانی جدید https://iranarchpedia.ir/ در دسترس عموم است.